# Grande Prémio Internacional de Rio Maior em Marcha Atlética 2015
Grande Prémio Internacional de Rio Maior em Marcha Atlética 2015 – zawody lekkoatletyczne w chodzie sportowym, które odbyły się 18 kwietnia w portugalskim Rio Maior. Zawody zaliczane były do cyklu IAAF Race Walking Challenge.
Była to 24. edycja mityngu.

## Rezultaty
| Konkurencja:           | 1. miejsce    | Wynik   | 2. miejsce      | Wynik      | 3. miejsce    | Wynik   |
| Chód na 20 km mężczyzn | Eider Arévalo | 1:20:41 | Andrés Chocho   | 1:20:56 PB | Caio Bonfim   | 1:21:04 |
| Chód na 20 km kobiet   | Liu Hong      | 1:27:22 | Eleonora Giorgi | 1:28:12    | Elisa Rigaudo | 1:29:15 |